# Microcharops peronatus
Microcharops peronatus là một loài tò vò trong họ Ichneumonidae.